# Mykołajiw (obwód czernihowski)
Mykołajiw (ukr. Миколаїв) – wieś na Ukrainie, w obwodzie czernihowskim, w rejonie bobrowickim. W 2001 roku liczyła 115 mieszkańców.